# ديلون دانيس
ديلون دانيس (بالإنجليزية: Dillon Danis؛ مواليد 22 أغسطس 1993) هو مصارع إخضاع أمريكي مُعتزل ومُقاتل فنون قتالية مختلطة. نافس دانيس في فئة وزن الوسط وزن الوسط في بيلاتور. شارك أيضًا في بطولة بان جيو جيتسو نو جي، حيث فاز ببطولة 2016 بوزن 85.5 كجم.

## وصلات خارجية
- ديلون دانيس على موقع بيلاتور (الإنجليزية)
- ديلون دانيس على موقع شيردوغ (الإنجليزية)
- ديلون دانيس على موقع IMDb (الإنجليزية)